# Jan Śpiewak (poeta)

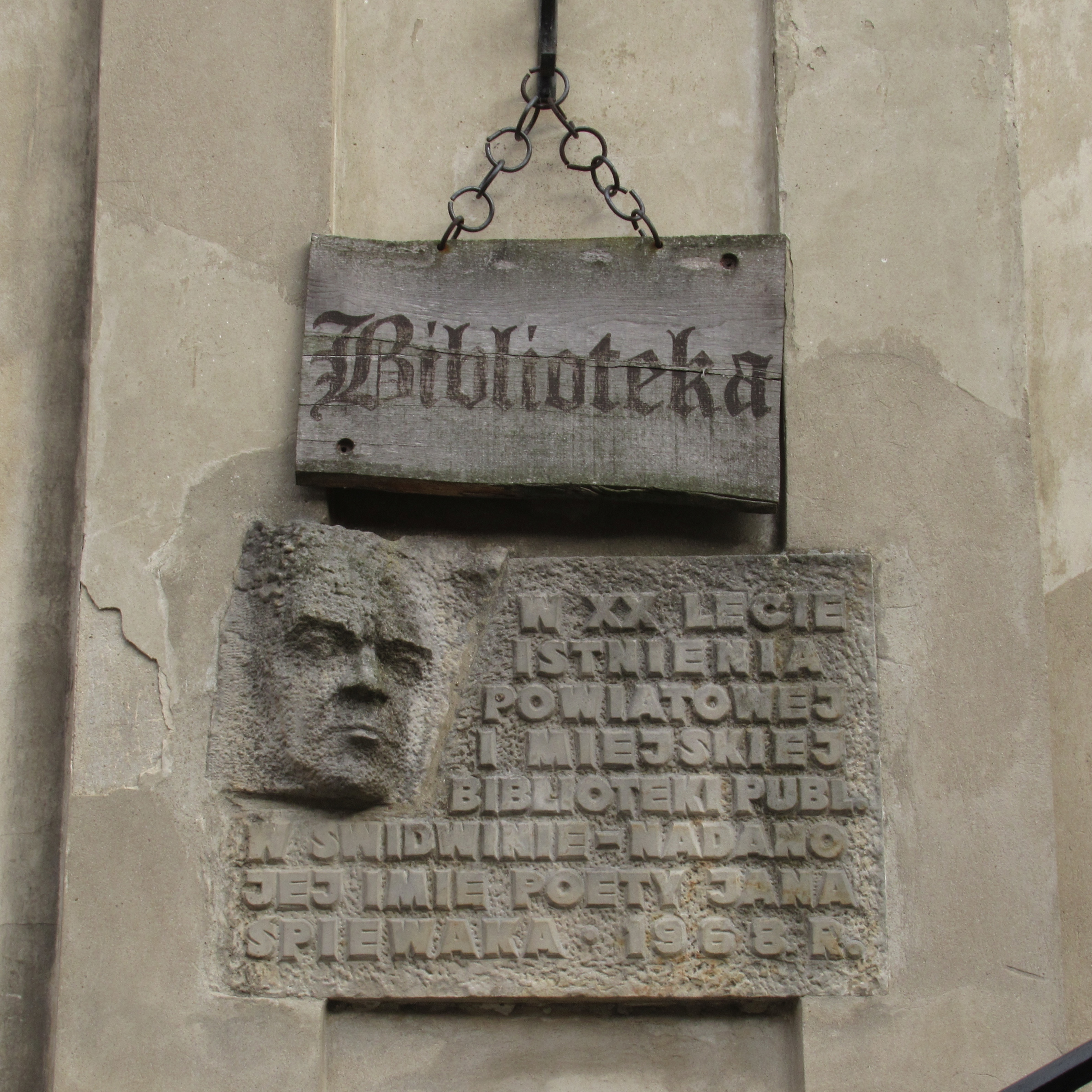
Tablica na świdwińskim zamku, gdzie mieści się biblioteka jego imienia

Jan Śpiewak, pierwotnie Jakub Spiwak (ur. 18 lipca 1908 w Hołej Prystani, zm. 22 grudnia 1967 w Warszawie) – polski poeta, eseista i tłumacz pochodzenia żydowskiego. Mąż poetki Anny Kamieńskiej, ojciec socjologa Pawła Śpiewaka i pisarza Jana Leona Śpiewaka, dziadek działaczy społecznych Jana Śpiewaka i Jakuba Śpiewaka.

## Życiorys
Urodził się w ukraińskiej wsi Hoła Prystań koło Chersonia w rodzinie żydowskiej, jako syn adwokata Leona Spiwaka i Klary z d. Messer. Ok. 1920 r. wraz z rodziną zamieszkał we Lwowie, gdzie w 1926 r. zdał maturę, a następnie studiował filologię polską, historię i historię sztuki na Uniwersytecie Jana Kazimierza. W 1931 r. przeniósł się do Warszawy, gdzie w 1936 r. na Wydziale Humanistycznym Uniwersytetu Warszawskiego uzyskał tytuł magistra. Związany był z grupą poetów lewicujących, którzy swoje wiersze drukowali w pismach socjalistycznych, „Sygnałach” i „Lewym Torze”. Okres II wojny światowej spędził w Związku Sowieckim. Jego rodzice zginęli w Holokauście.
W 1948 ożenił się z Anną Kamieńską (1920–1986), poetką. Mieli dwóch synów: Jana Leona (1949–1988), dziennikarza („Powściągliwość i Praca”), pisarza i działacza społecznego, oraz Pawła, socjologa (1951–2023).
Do Polski wrócił w 1946 r., początkowo do Łodzi, a od 1950 r. mieszkał w Warszawie. Był członkiem redakcji miesięcznika literackiego „Współczesność”. Wydał wiele tomów poezji, również przekłady utworów literatury rosyjskiej i bułgarskiej. Razem z żoną, Anną Kamieńską, tłumaczył dramaty Gorkiego, zaś we współpracy z Sewerynem Pollakiem opublikował w 1955 dorobek literacki Józefa Czechowicza. Jest autorem antologii, szkiców literackich, esejów, wspomnień o innych poetach (m.in. o Gałczyńskim, Piętaku, Ginczance). Otrzymał w 1966 Order Cyryla i Metodego I klasy za tłumaczenia z języka bułgarskiego zawarte w antologii Oj, lesie, lesie zielony. Jego wiersze znalazły się w kilkunastu antologiach poezji polskiej wydanych w językach obcych.
Zmarł na nowotwór w Warszawie. Został pochowany na Cmentarzu Wojskowym na Powązkach (kwatera C2, rząd 4, grób 11).
Od 1968 w Świdwinie co roku odbywa się ogólnopolski konkurs poetycki imienia Jana Śpiewaka i – od roku 2005 – także Anny Kamieńskiej, jeden z najstarszych konkursów w Polsce. Jest także patronem tamtejszej Miejskiej Biblioteki Publicznej.

## Twórczość

### Poezja
- 1938: Wiersze stepowe
- 1953: Doświadczenia
- 1957: Karuzela
- 1958: Zielone ptaki
- 1960: Dialogi naiwne
- 1963: Zstąpienie do krateru
- 1966: Źrenice piasku: poezje wybrane (1933–1963)
- 1967: Anna
- 1969: Ugory

### Szkice i wspomnienia
- 1965: Przyjaźnie i animozje
- 1971: Pracowite zdziwienia